# Мунтжаки

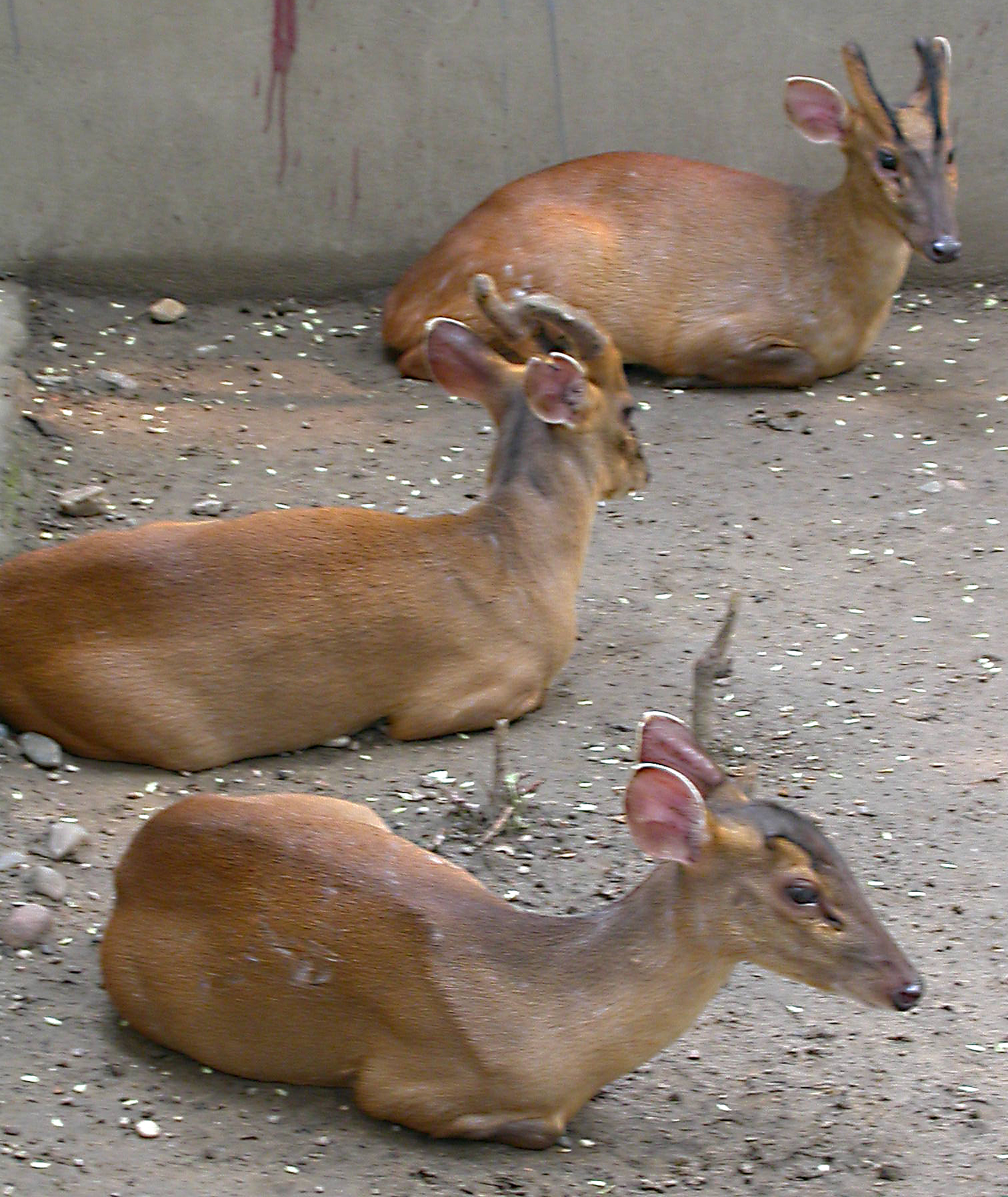
Индийские мунтжаки

Мунтжаки (лат. Muntiacus) — род оленей (Cervidae), обитающих в Южной и Юго-Восточной Азии.

## Биология
Мунтжаки — сравнительно небольшие олени. Отличаются достаточно простым строением рогов: каждый рог имеет лишь одно, максимум два ответвления длиной не более 15 сантиметров. Как и у почти всех видов оленей, рога есть только у самцов. Как у кабарговых и у водяных оленей, у самцов-мунтжаков в верхней челюсти есть резцы, предназначенные для перекусывания и выступающие из пасти. Мех животных, в зависимости от вида, имеет различную окраску — от желтоватой до серо-коричневой и тёмно-коричневой, иногда со светлыми пятнами. Длина туловища с головой у этих оленей разнится от 64 до 135 сантиметров, к этому следует добавить и хвост длиной от 6 до 24 сантиметров. Весят мунтжаки от 12 до 33 килограммов, у отдельных видов масса достигает 50 килограммов.

## Распространение
Мунтжаки живут в Восточной и Южной Азии, от Пакистана, Ирана, Непала и Индии до Китая, Малайзии и Вьетнама, а также на островах: Яве, Калимантане, Тайване. Обитают обычно в густых зарослях лесов. В доисторическую эпоху (третичный период) мунтжаки населяли также и Европу.

## Особенности поведения
Самцы мунтжаков защищают принадлежащие им районы от вторжения других самцов. При их встречах обычно доходит до схваток, в которых используются не столько короткие рога, сколько острые резцы. При волнении или возбуждении эти олени издают звуки, схожие с лаянием собак.
Беременность у самок продолжается около 7 месяцев, после чего обычно рождается один детёныш, которого мать скрывает в зарослях, пока тот не сможет самостоятельно за ней следовать. Питаются эти олени растительной пищей: листьями, травой, почками, опавшими фруктами.
Примечательно, что 5 новых видов мунтжаков были открыты и описаны впервые в 1990-х годах, когда обнаружение новых видов млекопитающих рассматривалось как весьма маловероятное.
В азиатских странах мунтжаки являются предметом охоты, их мясо считается деликатесом.

## Виды
- Борнейский мунтжак (Muntiacus atherodes) имеет рога длиной всего 4 см, которые, в отличие от других видов, не сбрасывает. Типичен лишь для острова Калимантан.

- Китайский мунтжак (Muntiacus reevesi) обитает в Южном Китае и на острове Тайвань. На материке число этих оленей оценивается в 650 тысяч экземпляров. Этот вид оленей завезён в Англию и в Уэльс, где они обитают в натуральных условиях.

- Гонгшаньский мунтжак (Muntiacus gongshanensis) достаточно редкое и малоизвестное животное из китайской провинции Юньнань и приграничных с ней районов Тибета. Обнаружен впервые в 1990 году.

- Индийский мунтжак (Muntiacus muntjak) имеет наибольшую территорию распространения среди других мунтжаковых — он населяет Индию, Южный Китай, Бангладеш, Юго-Восточную Азию; острова Цейлон, Суматру, Яву, Калимантан, Бали и Хайнань. Кроме этого, индийский мунтжак был завезён также на Андаманские острова, на Ломбок и даже в Техас. Попытка разводить этих животных в Англии успехом не увенчалась из-за слишком холодного климата.

- Мунтжак Пу-Хоа (Muntiacus puhoatensis) впервые был обнаружен во Вьетнаме в 1998 году. Это некрупные животные массой от 8 до 15 килограммов.

- Мунтжак Путао (Muntiacus putaoensis) был обнаружен впервые в 1997 году в Бирме, в долине реки Маи-Хка. Назван по находящемуся поблизости городу Путао. Самый мелкий олень из рода мунтжаков (вес в среднем около 12 килограммов). В 2002 году олени этого вида были обнаружены также в индийском штате Аруначал-Прадеш.

- Лающий мунтжак, или гигантский (Muntiacus vuquangensis) — самый крупных из представителей этого рода. Высота оленей достигает 70 сантиметров, вес — до 50 килограммов. Был обнаружен и описан в 1994 году в заповеднике Ву-Кванг в центральном Вьетнаме. В 1996 году представители этого вида были также найдены в Лаосе.

- Мунтжак Рузвельта (Muntiacus rooseveltorum) встречается в Лаосе и в приграничных с ним районах Китая и Вьетнама

- Чёрный мунтжак (Muntiacus crinifrons) распространён на юго-востоке Китая. В настоящее время встречается в провинциях Гуандун, Гуанси и Юньнань. Всемирный союз охраны природы обозначил этот вид оленей как стоящий на грани исчезновения. Общая численность этих животных составляет около 5.000 экземпляров. В 1998 году чёрный мунтжак был обнаружен также в Бирме.

- Горный мунтжак или суматранский (Muntiacus montanus) обнаружен был в 1914 году. Включён в Красную книгу.

- Мунтжак Феа (Muntiacus feae) обитает в восточной Бирме, китайской провинции Юньнань и приграничных областях Таиланда.

- Мунтжак Чыонгшон (Muntiacus truongsonensis) был обнаружен во Вьетнаме в 1997 году.